# 阿登型小行星

阿登型小行星（以綠色区域顯示）。图中中央为太阳，以及绕其选择的金星（黑色）、水星（灰色）、地球（蓝色）和火星（红色）

阿登型小行星，是越地小行星的子類之一，以第一顆被發現的成員「阿登」小行星 (Aten) 來命名。它們的近日點位於地球軌道之內、遠日點位於地球軌道之外；與另一種越地小行星阿波羅型小行星不同於，阿登型小行星的半長軸均小於1天文單位。
在所有成員天體中，擁有最短半長軸的是地內天體2004 JG6 (0.635 AU)。而另一顆天體小行星66391|，它的半長軸為0.642 AU，其近日點達0.200 AU，在水星的軌道以內。前者的半長軸雖然較短，但近日點僅能到達金星軌道以內，並未如後者般可超越水星軌道。
對地球威脅最高的阿登型成員，是於2004年發現的小行星99942，該天體有機會於2036年撞地球，釀成災難。
截至2011年6月，已知的阿登型小行星共約670顆，當中有86顆擁有永久編號，有10顆擁有正式名稱。 （页面存档备份，存于）。

## 外部連結
- 阿登型小行星列表 (英語) （页面存档备份，存于）